# Sara Stockbridge
Sara Stockbridge, née le 14 novembre 1965 à Woking en Angleterre, est une actrice, écrivaine, et mannequin, britannique.

## Filmographie
- 2010 : The Making of Plus One  : Rusty Robinson
- 2009 : Enter the Void : Suzy
- 2008 : Inconceivable : Trixie 'Trix' Bell
- 2007 : Intervention : Sarah
- 2007 : The Commander: Windows of the Soul (téléfilm) : Lisa Bannerman
- 2006 : Totally Frank (série télévisée) : la photographe
- 2005 : Rag Tale : Sally May
- 2004 : Fallen (téléfilm) : Nina
- 2004 : Starhunter (série télévisée) : Gayna
- 2003 : Oh Marbella! : Maggie
- 2002 : Random Acts of Intimacy (court métrage TV) : la femme dans le bus
- 2002 : Tipping the Velvet (mini-série TV) : Dickie
- 2002 : Spider : Gladys
- 2002 : Grange Hill (série télévisée) : Suzie Gilks
- 1995-2002 : The Bill (série télévisée) : Fran / Gail Stuart / Liz Terry / …
- 2001 : Doctors (série télévisée) : Sally Worrel
- 2001 : Bridget Jones's Diary : Melinda
- 2001 : Two Thousand Acres of Sky (série télévisée) : Jackie
- 1999-2000 : Lucy Sullivan Is Getting Married (série télévisée) : Megan
- 2000 : The Best of Blur
- 2000 : The Wedding Tackle : Felicity
- 2000 : Best
- 2000 : 24 Hours in London : Simone
- 1999 : Days Like These (série télévisée) : Midge Palmer
- 1998 : The Young Person's Guide to Becoming a Rock Star (série télévisée)
- 1998 : Babes in the Wood (série télévisée) : Leslie
- 1997 : David (téléfilm)
- 1996 : The Imitators
- 1995 : Casualty (série télévisée) : Rosie Wilcox
- 1995 : Go Now : Bridget
- 1995 : Look at the State We're In! (mini-série TV)
- 1995 : The Glam Metal Detectives (série télévisée) : Sara / Maisie / …
- 1995 : Krazy Ivan : Kataya
- 1994 : Interview with the Vampire: The Vampire Chronicles : Estelle
- 1993 : U.F.O. : Zoe
- 1993 : Micky Love (téléfilm) : Babs
- 1992-1993 : The Comic Strip Presents... (série télévisée) : Helen / Janet / Shaaron / …
- 1993 : Tomorrow Calling (court métrage TV)
- 1992 : Gone to Seed (série télévisée) : Lucy Lastic
- 1992 : Carry on Columbus : Nina
- 1992 : Split Second : Tiffany
- 1992 : Red Dwarf (série télévisée)
- 1991 : Bloodrunners (court métrage)